# Acacia jibberdingensis
Acacia jibberdingensis — вид квіткових рослин з родини бобових. Ареал: Австралія (Західна Австралія).

## Середовище
Вид часто можна знайти серед гранітних відслонень на піщано-суглинистих ґрунтах, в чагарникових місцевостях.

## Біоморфологічна характеристика
Кущ або дерево є тонким і випростаним, як правило, виростає у висоту від 1,5 до 7 метрів і в ширину близько 5 метрів. Він має кутасті злегка волохаті гілочки з відкритими або висхідними вічнозеленими, від прямих до злегка вигнутих філодіями плоскої лінійної форми. Довжина голих філодіїв становить від 15 до 32 см, діаметр — від 1 до 1,5 мм. Цвіте з червня по жовтень, утворюючи яскраво-жовті ароматні квітки. Прості суцвіття розташовані поодиноко в пазухах з квітконосами довжиною від 20 до 35 мм. Стручки нагадують нитку намистин, мають довжину до 21 см і ширину від 5 до 7 мм. Блискуче чорне насіння розташоване поздовжньо в стручках і має широкоеліптичну форму в довжину від 4,5 до 5,5 мм.